# Ebrima B. Manneh
Chief Ebrima B. Manneh, född 18 februari 1978, var en gambisk journalist som arresterades i juli 2006 och sedan hölls frihetsberövad i flera år utan rättegång. Den gambiska regeringen under diktatorn Yahya Jammeh, nekade till att Manneh hölls fängslad. Men 2019 framkom uppgifter om att Chief Manneh dött redan 2008 och begravts bakom en polisstation.
Det var vittnesberättelser under den gambiska sanningskommissionen TRRC:s hearings 2019-2021, som avslöjade hur det hela gått till. Vittnena har bekräftat att Yahya Jammeh under sin tid som president personligen beordrat en mängd gripanden, tortyr och mord av politiska skäl.
I juni 2009 fick Chief Ebrima Manneh, i sin frånvaro, en utmärkelse från Amnesty International för sin journalistiska gärning. Detta skedde i samband med Amnesty International Media Awards. Han fick priset för att han visat stort mod då han utfört sin journalistiska gärning, trots personliga risker